# Mylène Farmer
Mylène Farmer, IPA: [miˈlɛn faʁˈmœʁ]), eredeti nevén Mylène Jeanne Gautier (IPA: [miˈlɛn ʒan goˈtje] (Pierrefonds, Kanada, 1961. szeptember 12. –) francia dalszerző, énekes, alkalmi színésznő.

## Életpályája
Harmadik gyerekként látta meg a napvilágot. Apja, Max Albert Gautier (1925-1986) híd-, út- és gátépítéseknél mérnökösködött, miközben anyja, Marguerite Marie Martin (1928-) nevelte három gyereküket (Brigitte, Mylène, Jean-Loup).
Gyermekként szerette az állatokat, azt tervezte, ha felnő, állatorvos lesz. Az iskolában visszahúzódó, zárkózott gyerek volt. A hatvanas évek végén a család visszaköltözött Franciaországba, Párizs közelében, Ville d'Avray-ban telepedtek le. (Itt született meg Mylène harmadik testvére, Michel, 1969 decemberében.) Beiratkozott egy lovasiskolába, de 1979. szeptember 14-én, két nappal a 18. születésnapja után otthagyta azt. Ekkor döntötte el, hogy a művészi karriert – a színházat – választja. Beiratkozott egy színi-tanfolyamra. Kisebb színházi szerepeket kapott, később reklámfilmekben, hirdetésekben is szerepelt. Közben sokat olvasott, Edgar Allan Poe és Baudelaire költészete varázsolta el. Ekkortájt találkozott későbbi karrierje legfontosabb személyiségével: Laurent Boutonnat-val.
1984-ben a Maman a tort című dallal, sikerrel robbant be a zenei világba, melyet Laurent Boutonnat és Jérôme Dahan jegyzett. Ekkor vette fel művésznévként a Farmer vezetéknevet, Frances Farmer amerikai színésznő emlékére.
1985-ös kislemezei, az On est tous des imbéciles és a Plus grandir, kevésbé lettek sikeresek, viszont egy évvel később, nagylemezt jelentetett meg.
1986-ban a Libertine a Cendres de lune című első nagylemezről, a slágerlistákon előkelő helyet foglalt el. Amikor a szám klipjét készítették, megszületett Mylène "libertinus" imázsa. A kisfilm azért is fontos, mert forradalmasította Franciaországban az eddig készült klipeket. A majdnem 11 perc hosszú film öt tételre osztható, melyekhez külön aláfestő zenék készültek. A rövidfilmet Laurent Boutonnat rendezte. A klip a Farmer/Boutonnat páros védjegye lett. Ebben a zsánerben született a Tristana című opusz, illetve a hozzá készült klip is, 1987 februárjában.
1987 októberében az új szám, a Sans contrefaçon, hatalmas sikereket ért el. Ez a single egyben az új nagylemez beharangozója is, melynek címe: Ainsi soit-je.... 1988-ban az albumról kimásolt Pourvu qu'elles soient douces az első helyre került a slágerlistákon, mely Mylène első Nr. 1. slágere, illetve a Libertine-hez hasonlóan hosszú, 17 perces videóklip készült belőle. A dal kislemezét 1988 decemberében naponta több, mint 15 000 vásárolták meg. De a lemezről a címadó dal és a Sans logique is hamar kedvenc lett. Az 1 800 000 példányban eladott nagylemez gyémántlemez lett. Ez év novemberében Mylène elnyerte az év női előadója címet a Victoire de la Musique-en.
1989 májusában Mylène először lépett színpadra, és adott randevút rajongóinak. A Tour 89 nevet viselő koncertsorozaton több, mint 300 000 néző vett részt franciaországi, belgiumi és svájci fellépései alkalmával. A párizsi koncertekre a jegyek két nap alatt elkeltek. A turnéról En Concert címmel lemez is megjelent.
1991 márciusában a megjelent, a Désenchantée kislemez, mely 1 300 000 példányban kelt el, a dal pedig kilenc hétig állt a slágerlisták élén. A dalból született egy videóklip, melynek szintén Boutonnat írta a forgatókönyvét. A több, mint tíz perces klipet öt napig forgatták Magyarországon, a Mafilm, Francz Jánosné Erika és 119 gyerekszereplő közreműködésével. A forgatás alatt, Budapesten készült Farmerrel egy interjú. Az 1991-es L’Autre... címet viselő harmadik albuma kétmillió példányban kelt el.
A Que mon cour lache videóklipjének készítésére Luc Bessont kérik fel. A dal a következő válogatás és remixalbumon szerepelt, melynek címe: Dance Remixes, 1992-ben jelent meg.
Laurent Boutonnat rendezésével készült az első filmje, melynek címe: Giorgino. 1994. október 5-én került a mozikba, de a film sikertelen lett.
1995-ben, Kaliforniában vették föl a negyedik albumot, de ehhez, szükség volt némi imázs és zenei stílusváltásra. Az Anamorphosée lemez, karrierjének legnagyobb meglepetése, rockos hangzásvilága. Több, mint egymillió példány kel el belőle, az XXL című dal, ismét nagy sikert ért el.
Újabb koncertkörút következett 1996-ban, három párizsi telt házas koncerttel. A turné gyümölcse volt egy koncertlemez, melyből 900 000 darab fogyott, ezzel beállítva a koncertlemezek rekordját. A koncerten közösen énekeltek egy dalt Khaleddel.
Ezt követően visszatért az Egyesült Államokba, hogy elkészítse az ötödik nagylemezt, Innamoramento. A L’Âme-Stram-Gram videóklipjében, színesebb volt mint valaha, ám botrányt is okozott a Je te rends ton amour című klippel, akárcsak a '91-es albumon lévő Beyond my Control című szám klipjével. Ezt a klipet is cenzúrázták, de úgy döntöttek, hogy kiadják videókazettán és a bevételt AIDS ellenes szervezeteknek adják.
1999 őszétől, 2000 tavaszáig, Mylène számára a Mylenium Tour következett, mely több fellépést hozott a Palais Omnisports de Paris-Bercy-ben, egész Franciaország szerte, Belgiumban, Svájcban és oroszországi helyszínekkel. A turnét, szintén koncertlemez követte. 2000 nyarán, egy tehetségkutató műsor által felfedezett kislányt vett szárnyai alá, Alizée-t, akinek Laurent Boutonnat-val több lemezre való zenét írtak, egészen 2004-ig.
Közben 2001-ben a következő dupla best of albumon – melyen három új szám is szerepelt – Seal-lel énekelte a Les Mots című számot. A lemezből, melyen még a C'est une belle journée és a Pardonne moi az új számok, a másfélmillió eladott példányt után, gyémántlemez lett.
2002-ben Kate Ryan belga énekesnő, a Désenchantée és a Libertine számot feldolgozta, mellyel a számokat ismét a toplisták élére vitte, illetve a rádiók is sűrűn sugározták.
2003-ban újra elnyerte az NRJ Music Awards legjobb francia női előadója díjat, melyet 2000 óta minden évben ő kapott. Ugyanebben az évben, megjelent Remixes című lemeze, illetve Alizée turnéján segédkezett.
2005-ben megjelent a hatodik album az: Avant que l'ombre..., a Fuck them all, Q.I., Redonne-moi, L'Amour n'est rien..., Peut-etre toi című slágerekkel. A lemez, az NRJ Music Awards-on az év legjobb francia nyelvű lemeze lett. Az 800 000-es példányszám a lemezt, háromszoros platinalemezzé tette.
2006 januárjában a lemez bemutatója alkalmával, tizenhárom sikeres koncertet adott a Palais Omnisports de Paris-Bercy-ben. A koncertanyag, megjelent CD-n és DVD-n. A DVD koncertfilm, Franciaországban a legkelendőbb DVD. A Moby-val együtténekelt duó, a Slipping away, a maxilemezek eladási listáján az első helyen állt, és a maga 200 000-es példányszámával, aranylemez lett. A L'Amour n'est rien... a legtöbbet sugárzott dal a rádiókban. December 13-án a Luc Besson által jegyzett Arthur és a villangókban, a francia változatában, Princesse Sélénia hangját keltette életre.
Az új maxilemez 2008-ban a: Dégénération, mely az ötödik Nr. 1 sláger. Bejelentették a 2009-es Stade de France béli két koncert dátumát és a körülbelül 160 000 jegyet kevesebb, mint három óra alatt elkapkodták. A következő album, a popos – elektronikus hangzású Point de Suture, augusztusban jelent meg és hamarosan tripla platinalemez lett Franciaországban, Belgiumban és Oroszországban, aranylemez Svájcban. Minden maxilemez: Dégénération, Appelle mon numéro, Si j'avais au moins..., C'est dans l'air, Sextonik megjárta a slágerlisták első helyét. Májusban indult a turné, 29 dátummal Franciaországban, valamint kettő Oroszországban, kettő Genfben és egy Brüsszelben. A stadionok ülő és állóhelyeit a turné alatt, összesen 630 000-en foglalták el.
A 2009-ben megjelenő N°5 On Tour turné anyagából készült album, dupla platinalemez lett. Az Arthur 2 – Maltazár bosszúja című filmben, ismét Princesse Sélénia-ként hallhattuk. 2010-ben a Mylène Farmer Stade de France DVD megjelenése előtt, a koncertfilmet, 19 mozi vetítette Franciaország szerte, köztük a Grand Rex a Paris. A DVD egy hét alatt gyémántlemez lett.
Az új beharangozó maxilemez, szeptemberben az Oui mais... non, amely októberben a slágerlisták élére került. Decemberben megjelent a Bleu noir, a nyolcadik nagylemez, mely a 800 000 eladott példánnyal gyémántlemez lett. Az Arthur 3 – A világok harca folytatásban, ismét Princesse Sélénia hangja.
Látványos koncertjei megvalósításában, Mark Fishert kéri föl. Hangzása, folyamatos megújulása és koncertjei látványossága, a francia nyelvű előadók sorának elejére emelte. Johnny Hallyday mellett az egyik legsikeresebb és legkeresettebb előadó Franciaországban, akinek a neve száz százalékos sikert jelent, ezt is reprezentálja a rengeteg eladási rekord és díj, amiket az évtizedek folyamán begyűjtött.
Mylène Farmer 2012 végén tért vissza a zenei életbe egy új nagylemezzel, mely a Monkey Me címet viseli. Több mint 700 000 példányban kelt el a korong, s 2013-ban turnézni indult a Timeless 2013 turné keretin belül. Koncertjeit több mint 500 000 ember látogatta, s egy évvel később a turné anyaga DVD-n is megjelent, mely eladási rekordokat döntött Franciaországban.
2015-ben jelent meg Interstellaires című lemeze, mely Franciaországban tripla platinalemez lett, Belgiumban pedig aranylemez. Az albumon a Stolen car című számot és a dal videóklipjét is Stinggel közösen készítették.

## Lemezei
- Cendres de lune (1986)
- Ainsi soit-je... (1988)
- L'Autre... (1991)
- Dance Remixes (1992)
- Anamorphosée (1995)
- Innamoramento (1999)
- Les Mots (2001)
- Remixes (2003)
- Avant que l'ombre... (2005)
- Point de Suture (2008)
- Bleu Noir (2010)
- 2001-2011 (2011)
- Monkey Me (2012)
- Interstellaires (2015)
- Désobéissance (2018)
- L’emprise (2022)

Koncertlemezek
- En concert (1989)
- Live à Bercy (1997)
- Mylenium Tour (2000)
- Avant que l'ombre… à Bercy (2006)
- N°5 on Tour (2009)
- Timeless 2013 (2014)
- Live 2019 (2019)

Koncert DVD-k
- Live à Bercy (1996)
- Mylénium Tour (2000)
- Avant que l'ombre… à Bercy (2006)
- Stade de France (2010)
- Timeless 2013 (2014)
- Live 2019 (2019)

## Díjai
NRJ Music Awards
- Az év francia nyelvű albuma (Innamoramento, 2000)
- Az év koncertje (2000)
- Az év francia nyelvű női előadója (2000)
- Az év francia nyelvű női előadója (2001)
- Az év francia nyelvű női előadója (2002)
- Az év francia nyelvű női előadója (2003)
- Az év francia nyelvű albuma (Avant que l'ombre..., 2006)
- Az év francia nyelvű albuma (Point de Suture, 2009)

Nation Song Contest Awards
- Legjobb dal (C'est une belle journée, 2007)

M6 Awards
- Az év klipje (Optimistique-moi, 2000)

Platinum Europe Awards
- Az év albuma (Anamorphosée, 1997)
- Az év albuma (Innamoramento, 2001)
- Az év albuma (Les Mots, 2002)

Victoires de la Musique
- Az év női előadója (1988)
- A legtöbb eladott lemez (Anamorphosée, 1996)
- Az elmúlt 20 év legjobb előadója (2005)

World Music Awards
- A legtöbb eladott francia nyelvű album (1993)